# Georges-Joseph Keller
Pour les articles homonymes, voir Keller.
Georges-Joseph Keller (17 décembre 1765 à Landau - 3 janvier 1808 à Wissembourg), est un homme politique français.

## Biographie
Fils de Joseph Keller, syndic de Landau et député à l'Assemblée provinciale d'Alsace, il devint greffier puis conservateur des hypothèques à Wissembourg.
Il fut élu, le 22 germinal an V, député du Bas-Rhin au Conseil des Cinq-cents. Connu pour ses opinions royalistes, il y siégea obscurément, et en sortit en l'an VII. Il échappa à la déportation du fait de son amitié avec le directeur Jean-François Reubell.
Il fut nommé par la suite receveur particulier à Wissembourg.
Il est le père de François-Antoine-Edouard Keller et le grand-père d'Émile Keller.